# Chaetolauxania lineolata
Chaetolauxania lineolata är en tvåvingeart som beskrevs av Frey 1927. Chaetolauxania lineolata ingår i släktet Chaetolauxania och familjen lövflugor. Inga underarter finns listade i Catalogue of Life.